# Вийдинг, Пауль Юханович
Пауль Юханович Вийдинг (эст. Paul Viiding; 22 мая 1904, Валга — 27 июня 1962, Таллин) — эстонский писатель, литературный критик и переводчик.

## Жизнь и творчество
Родился в городе Валга в семье паровозного машиниста. В 1905 году вместе с семьёй переехал в Ригу, а затем в Тарту. В 1922 году окончил гимназию Хуго Треффнера в Татру. В 1930 году Пауль Вийдинг окончил отделение математики естественно-математического факультета Тартуского университета. Работал в страховой компании Oma. В 1931—1932 годах служил в армии. В конце 1930-х — начале 1940-х годов он работал на Эстонском радио в Таллинне редактором литературно-художественных передач.
После присоединения Эстонии к СССР Вийдинг стал секретарём Союза писателей Эстонской ССР. Из-за конфликта с властями на некоторое время покинул Союз писателей, работал продавцом книг. С 1953 года он смог снова работать в качестве писателя и в 1956 году и был вновь принят в Союз писателей.
Литературная карьера Вийдинга началась в начале 1930-х годов, когда в печати были опубликованы его первые стихи. Написал ряд стихов и рассказов, сотрудничал с газетами и журналами в качестве литературного критика. В 1938 году он был одним из основателей литературной группировки Арбуяд. Он опубликовал множество повестей, стихотворений и один роман. Кроме того, Вийдинг переводил произведения русских (Гоголь, Радищев, Горький) и немецких (Шиллер) писателей.
Скончался в Таллине 27 июня 1962 года. Похоронен на Лесном кладбище.

## Личная жизнь
Пауль Вийдинг был женат на Линде Вийдинг. У Пары было три дочери и сын Юхан Вийдинг, который сам стал писателем. Пауль Вийдинг является дедом эстонской поэтессы Эло Вийдинг.

## Главные произведения
- «Traataed» (сборник стихов, 1935)
- «Piinlikult hea tahe» (сборник новелл, 1936)
- «Elu aseaine» (роман, 1939)
- «Töörahva riik» (стихи для детей, 1941)
- «Sild» (сборник новелл, 1946)
- «Edasiminek» (сборник стихов, 1947)
- «Mõtteid rahutul hommikul» (сборник новелл, 1958)
- «Elu ja luule» (антология литературной критики, 1963)
- «Valge krae» (избранные рассказы, 1987)